# Nahuel Luna
Luis Nahuel Luna (San Miguel de Tucumán, Argentina, 14 de febrero de 1996) es un futbolista argentino que se desempeña como delantero en Platense de la Liga Nacional de Honduras

## Trayectoria
Formado en las inferiores de Club Estudiantes de La Plata. Bajo las órdenes de Nelson Vivas debutó el 5 de marzo de 2016 en un encuentro válido por la sexta fecha de la Primera División argentina, que concluyó con derrota 1:0 contra Club Atlético Huracán en el Estadio Tomás Adolfo Ducó, ingresando a los 71 minutos en sustitución de Israel Damonte. El 15 de septiembre de 2017, el Pincharrata lo cedió a préstamo a San Jorge de Tucumán, con el que disputó seis juegos y no convirtió anotaciones. Al siguiente semestre viajó hacia Colombia, en donde reforzó el 10 de febrero de 2018 al Orsomarso de la Categoría Primera B, con el cual contabilizó cuatro encuentros disputados y cero goles anotados.
El 31 de enero de 2019, firmó contrato con el Club Atlético Temperley de la Primera B Nacional, pero, ante la falta de oportunidades, ese año se marchó al Club Atlético Villa San Carlos, que disputaba la Primera B Metropolitana, con los villeros jugó seis partidos. Posteriormente, entre 2021 y 2022, se desempeñó en Sarmiento de Leones y en Círculo Deportivo, con los que disputó el Torneo Federal B y el Torneo Federal A, respectivamente. El 9 de enero de 2023, se confirmó su pase al Victoria de la Liga Nacional de Honduras, dirigido por su compatriota Héctor Vargas.

## Clubes
| Club                          | País      | Año       |
| ----------------------------- | --------- | --------- |
| Estudiantes de La Plata       | Argentina | 2016-2017 |
| San Jorge de Tucumán (Cedido) | Argentina | 2017-2018 |
| Orsomarso (Cedido)            | Colombia  | 2018      |
| Temperley (Cedido)            | Argentina | 2019      |
| Villa San Carlos (Cedido)     | Argentina | 2019-2020 |
| Sarmiento de Leones           | Argentina | 2021-2022 |
| Círculo Deportivo             | Argentina | 2022      |
| Victoria                      | Honduras  | 2023      |
| Sansinena                     | Argentina | 2023      |
| Hondupino                     | Honduras  | 2024-2025 |
| Platense                      | Honduras  | 2025-Act. |